# De tørre & de bedste
De tørre & de bedste er en boksudgivelse fra den danske rockmusiker Johnny Madsen, udgivet i 2007. Boksen består af to opsamlingsalbums, et livealbum og en live-DVD. 

## Numre

### 1. del
1. "Digt fra vest" – 2:29
2. "Kunstens vilkår" – 2:33
3. "Æ kør' o æ motorvej" – 4:47
4. "Meg Ryan's aftenvals" – 3:35
5. "Country sauerkraut med fede grise og Sharon Stone" – 3:58
6. "Terylene bukser" – 3:49
7. "Masser af fars" – 3:02
8. "Komadibovser" – 3:50
9. "Den blinde lotterisælger..." – 14:13
10. "Akvariefisk" – 2:53
11. "Snedkertøsen" – 3:37
12. "På dagklare sletter" – 3:07
13. "Langerhuse blues" – 3:34
14. "Havanna" – 3:38

### 2. del
1. "Checkpoint Charlie" – 3:25
2. "Pestskibet" – 3:07
3. "Jack the Ripper's Café" – 3:46
4. "Den dag cirkus kom til byen" – 3:45
5. "Hollywood" – 3:24
6. "Jeg elsker dig" – 3:43
7. "Sølver bue" – 3:24
8. "Darwin er død i Danmark" – 3:01
9. "En nat på Jorden – 4:13
10. "Chinatown, yellow moon og den sorte fugl" – 3:46
11. "Johnny The Blues" – 4:15
12. "Udenfor sæsonen" – 4:08
13. "En at bli' som" (med Hobo Ekspressen) – 3:24
14. "Stjernenat" – 3:52
15. "Glasmanden" – 3:48
16. "Månen over Nuuk" – 3:38

### 3. del
1. "Nattegn" (live) – 3:38
2. "Old House Peking Blues" (live) – 3:14
3. "Hollywood" (live) – 3:09
4. "Send et postkort" (live) - 3:55
5. "Der ligger sne på Coney Island" (live) – 3:21
6. "De tørre er de best" (live) – 2:13
7. "Stjernenat" (live) – 4:22
8. "Johnny The Blues" (live) – 4:08
9. "Jack the Ripper's Café" (live) – 3:49
10. "En nat på Jorden (live) – 3:50
11. "Natkatten og rockulven" (live) – 3:07
12. "En at bli' som" (live) – 3:30
13. "Færgemanden" (live) – 4:05
14. "Johnny vær go'" (live) – 4:47

### DVD
1. "Nattegn" (live) –
2. "Old House Peking Blues" (live)
3. "Hollywood" (live)
4. "Send et postkort" (live)
5. "Der ligger sne på Coney Island" (live)
6. "De tørre er de best" (live)
7. "Stjernenat" (live)
8. "Johnny The Blues" (live)
9. "Jack the Ripper's Café" (live)
10. "En nat på Jorden (live)
11. "Natkatten og rockulven" (live)
12. "En at bli' som" (live)
13. "Færgemanden" (live)
14. "Johnny vær go'" (live)
15. Ekstra-materiale: Portræt af Johnny Madsen